# 地獄ようちえん
『地獄ようちえん』（じごくようちえん）は、角川グループが主催したテンキャラグランプリにおける同名のグランプリ受賞作（原案：杉山ゆうき、原案イラスト：大塚リンタロウ）に基づいてメディア展開される作品。雑誌4誌（後述）での漫画連載とニコニコ動画でのアニメ配信を同時に展開する。漫画担当は軍島曹一郎。薄幸な若者である主人公と悪魔の園児たちが繰り広げるギャグ作品。連載雑誌ごとに中心となる園児キャラクターが代わる。

## 概要
主人公キイチくんは自分もまわりも不幸にしてしまう体質で、自分が思いを寄せるさくらちゃんに10億円もの借金を背負わせてしまったことから、時給10万円を提示する「地獄ようちえん」でアルバイトを始めることにした。しかし、そこは世界征服を目論む悪魔の園児たちが集う幼稚園だった。

## 登場キャラクター
キイチくん
声：小野友樹
本作の主人公。霊感体質で、悪魔を呼び寄せやすく、自分もまわりもみんな不幸にしてしまう。友人のさくらちゃんに思いを寄せるが、彼の不幸力のためにさくらちゃんが借金10億円を背負うことになったので、怪しいと知りつつ高給の地獄ようちえんでアルバイトを始める。
さくらちゃん
声：石田晴香（AKB48）
ソフト部のキャプテン。金属バットを携帯する。10億円の借金を抱えることになったが、楽観的で気にしない。キイチくんと一緒に地獄ようちえんでアルバイトする。
サキュバちゃん
声：阿澄佳奈
元ネタはサキュバス。ファミ通コミッククリアでのメインキャラ。寂しがりやでキイチくんに懐いているが、かまってくれないと怒って精気を吸い取る。
ゆきちゃん
声：大久保瑠美
元ネタは雪女。月刊コミック電撃大王でのメインキャラ。寒いダジャレが得意で周囲を凍りつかせる。
リヴァイアちゃん
声：本多真梨子
元ネタはリヴァイアサン。ドラゴンエイジでのメインキャラ。おとなしく存在感が薄いが、激怒するとリヴァイアサンに変身する。ぼっち仲間として喧児さんに懐く。
ケルベロくん
声：藏合紗恵子
元ネタはケルベロス。ケロケロエースでのメインキャラ。頭は1つだが両手も犬の頭状になっており、それらから火炎を発する。
閻魔園長
地獄ようちえんの園長。さくらちゃんに借金を負わせた張本人。キイチくんが園児の暴走で瀕死になると蘇生措置をするが巨額の請求をするので借金はそのまま。
喧児さん
借金取りの青年。外見は人間だが地獄出身。園長の知人であり、園内に間借りし事務所を構える。コワモテで短気のため友達がいない。さくらちゃんが好き。

## 連載情報
同じ世界観で中心となる園児キャラクターを代えつつ以下の4誌で同時に連載を行われた。

漫画：軍島曹一郎、原案：テンキャラグランプリ

- ケロケロエース（ニコニコエースにも掲載）2013年2月号 - 2013年9月号
- 月刊コミック電撃大王2013年2月号 - 2014年11月号
- ファミ通コミッククリア（ウェブコミック配信サイト）2012年12月28日 - 2014年9月26日
- ドラゴンエイジ（ニコニコエイジプレミアムにも掲載）2013年2月号 - 2014年11月号

## 書誌情報
- 『地獄ようちえん』エンターブレイン（ファミ通クリアコミックス）、全2巻
  - 上（2014年10月14日発売、ISBN 978-4-04-729987-0）
  - 下（2014年10月14日発売、ISBN 978-4-04-729988-7）

## アニメ
2013年1月9日から3月までニコニコチャンネルで配信された約1分強のショートアニメ。全12話。ナレーションは井上伸一郎（KDS53）。

### スタッフ
- 原案：テンキャラグランプリ
- 脚本：ariari（カスガソフト）
- 原画：TNSK（壁の彩度）
- 背景：軍島曹一郎
- 動画制作：カスガソフト
- 製作：テンキャラグランプリ実行委員会

### 主題歌
「絶叫★ジゴクリメーション」
作詞・作曲：KTG（チーターガールP）/ 歌：サキュバちゃんと叫ぶ地獄隊（阿澄佳奈、小野友樹、本多真梨子、藏合紗恵子）
2013年1月15日よりアニメロミックスで配信。

### 各話リスト
| 話数   | サブタイトル         | 配信日        |
| ------ | -------------------- | ------------- |
| 第1話  | キイチくんの一日     | 2013年 1月9日 |
| 第2話  | さくらちゃんという人 | 1月15日       |
| 第3話  | 相談                 | 1月23日       |
| 第4話  | 平常運転な子供たち   | 1月29日       |
| 第5話  | 園児的遊戯           | 2月5日        |
| 第6話  | 悪魔的遊戯           | 2月12日       |
| 第7話  | 現実                 | 2月19日       |
| 第8話  | リヴァイアちゃん     | 2月26日       |
| 第9話  | ギャンブルようちえん | 3月5日        |
| 第10話 | 右往左往             | 3月12日       |
| 第11話 | ゲーム開始           | 3月19日       |
| 第12話 | キイチくんの運命     | 3月26日       |

### 放送局
| 放送地域 | 放送局             | 放送期間               | 放送日時          | 放送系列   | 備考               |
| -------- | ------------------ | ---------------------- | ----------------- | ---------- | ------------------ |
| 日本全域 | ニコニコチャンネル | 2013年1月9日 - 3月26日 | 火曜 18:00頃 更新 | ネット配信 | ニコニコ公式アニメ |

## その他メディア展開
- 『10年やってもいいですか？　地獄ようちえん＠ニコ生大放送』

本アニメの出演者が漫画、アニメなどのキャラについて語り合うニコニコ生放送。